# Поєніле-Ізей
Поєніле-Ізей (рум. Poienile Izei) — комуна у повіті Марамуреш в Румунії. До складу комуни входить єдине село Поєніле-Ізей.
Комуна розташована на відстані 394 км на північ від Бухареста, 39 км на схід від Бая-Маре, 109 км на північ від Клуж-Напоки.

## Населення
За даними перепису населення 2002 року у комуні проживали 1028 осіб. Усі жителі комуни рідною мовою назвали румунську. За віросповіданням усі жителі комуни — православні.
Національний склад населення комуни:
| Національність | Кількість осіб | Відсоток |
| -------------- | -------------- | -------- |
| румуни         | 1027           | 99,9%    |
| українці       | 1              | 0,1%     |

## Зовнішні посилання
- Дані про комуну Поєніле-Ізей на сайті Ghidul Primăriilor